# Cirigliano
Cirigliano es un municipio situado en el territorio de la provincia de Matera, en  Basilicata (Italia).

## Demografía
| Gráfica de evolución demográfica de Cirigliano entre 1861 y 2001 |
|                                                                  |
| fuente ISTAT - elaboración gráfica a cargo de Wikipedia          |